# Молчанов, Порфирий Устинович
Порфирий Устинович Молчанов (укр. Порфирій Устинович Молчанов; 12 февраля [24 февраля] 1863, Харьков, Харьковская губерния, Российская империя — 13 апреля 1945, Одесса, Одесская область, УССР, СССР) — украинский и советский композитор и педагог.

## Биография
Родился 24 февраля (12 февраля — по юлианскому календарю) 1863 года в Харькове.
В 1887 году окончил Петербургскую консерваторию (классы композиции Н. А. Римского-Корсакова и А. К. Лядова).
С 1888 года был старшим преподавателем музыкально-теоретических дисциплин в музыкальных классах (впоследствии музыкальное училище) в Одессе.
В конце 1892 года направил П. И. Чайковскому свою оркестровую работу. 4 февраля 1893 года Чайковский исполнил её на концерте Русского музыкального общества в Одессе.
С 1926 года — профессор композиции Одесского музыкально-драматического института им. Л. Бетховена (с 1934 года — Одесской консерватории). Его музыкальная деятельность долгие годы была основой одесской музыкальной теоретической школы. Преподавал композицию, контрапункт и фугу — полифонию, основывая свой курс обучения на программах, приближенных к консерваторским. Впоследствии был заведующим кафедрой теории музыки и композиции Одесской консерватории — до 1944 года.

## Произведения
Две симфонии, скерцо для симфонического оркестра, кантата, струнный секстет. В 1891 году обработал и отредактировал клавир оперы «Катерина» Николая Аркаса (старшего).